# ملخ‌های نم‌دوست
ملخ‌های نم‌دوست (نام علمی: Oxyinae) نام یک زیرخانواده از تیره کج‌صورتان است.